# Justicia leptochlamys
Justicia leptochlamys är en akantusväxtart som beskrevs av Emery Clarence Leonard. Justicia leptochlamys ingår i släktet Justicia och familjen akantusväxter. Inga underarter finns listade i Catalogue of Life.